# Adrián Guillermo Sánchez
Adrián Guillermo Sánchez (Don Torcuato, Buenos Aires, Argentina; 14 de mayo de 1999) es un futbolista argentino que juega como mediocampista y su actual equipo es Atlético Tucumán de la Primera División de Argentina.

## Trayectoria

### Boca Juniors
Adrián Sánchez realizó todas las inferiores en el club xeneize, siendo convocado al primer equipo el 8 de diciembre de 2019, en el duelo de su club como visitante ante Rosario Central. En aquel encuentro estuvo presente en el banco de suplentes, sin llegar a jugar.

### Debut profesional y préstamos al extranjero
A las semanas de integrar por primera vez el banco de suplentes, se anuncia que el jugador llegaría a Cerro Largo en calidad de cedido, para sumar minutos. Debutó el 12 de febrero de 2020 a la edad de 20 años, en el partido por la Fase 2 de la Copa Libertadores 2020 contra Palestino en Chile. 
Luego de finalizar su préstamo en Uruguay, el jugador retornaría a Boca, donde disputaría algunos partidos de reserva. El 24 de febrero de 2021 se anunció que Adrián es cedido a Curicó Unido, equipo dirigido por Martín Palermo. En la primera fecha del torneo, Sánchez anotó su primer gol profesional, en el triunfo curicano 2 a 0 ante Deportes Melipilla.
Tras el término de su cesión a Curicó Unido, en febrero de 2022 nuevamente es cedido, esta vez a Everton.

### Atlético Tucuman
Adrián llegaría al Decano el 3 de enero de 2023, el 24 de abril de ese mismo año marcaría su primer gol en Atlético Tucuman, un gol de tijera contra La Academia, esa noche el equipo de Adrián ganaría 3 a 1, su segundo gol con su equipo se daria el 13 de febrero de 2025, en un partido contra el verde, en el haria un golazo de volea, su equipo ganaría 5 a 0 esa noche.

## Estadísticas

### Clubes
| Club                       | Div.                | Temporada           | Liga  | Liga  | Liga   | Copas nacionales | Copas nacionales | Copas nacionales | Torneo internacionales | Torneo internacionales | Torneo internacionales | Total | Total | Total  |
| Club                       | Div.                | Temporada           | Part. | Goles | Asist. | Part.            | Goles            | Asist.           | Part.                  | Goles                  | Asist.                 | Part. | Goles | Asist. |
| -------------------------- | ------------------- | ------------------- | ----- | ----- | ------ | ---------------- | ---------------- | ---------------- | ---------------------- | ---------------------- | ---------------------- | ----- | ----- | ------ |
| Cerro Largo · Uruguay      | 1.ª                 | 2020                | 18    | 0     | 0      | —                | —                | —                | 1                      | 0                      | 0                      | 19    | 0     | 0      |
| Cerro Largo · Uruguay      | Total club          | Total club          | 18    | 0     | 0      | —                | —                | —                | 1                      | 0                      | 0                      | 19    | 0     | 0      |
| Curicó Unido · Chile       | 1.ª                 | 2021                | 26    | 4     | 4      | —                | —                | —                | —                      | —                      | —                      | 26    | 4     | 4      |
| Curicó Unido · Chile       | Total club          | Total club          | 26    | 4     | 4      | —                | —                | —                | —                      | —                      | —                      | 26    | 4     | 4      |
| Everton · Chile            | 1.ª                 | 2022                | 27    | 2     | 3      | 2                | 0                | 0                | 8                      | 0                      | 0                      | 37    | 2     | 3      |
| Everton · Chile            | Total club          | Total club          | 27    | 2     | 3      | 2                | 0                | 0                | 8                      | 0                      | 0                      | 37    | 2     | 3      |
| Atlético Tucumán Argentina | 1.ª                 | 2023                | 23    | 1     | 1      | 11               | 0                | 1                | —                      | —                      | —                      | 34    | 1     | 2      |
| Atlético Tucumán Argentina | 1.ª                 | 2024                | 26    | 0     | 0      | 14               | 0                | 0                | —                      | —                      | —                      | 40    | 0     | 0      |
| Atlético Tucumán Argentina | 1.ª                 | 2025                | 18    | 1     | 0      | 2                | 0                | 1                | —                      | —                      | —                      | 20    | 1     | 1      |
| Atlético Tucumán Argentina | Total club          | Total club          | 67    | 2     | 1      | 27               | 0                | 2                | 0                      | 0                      | 0                      | 94    | 2     | 3      |
| Total en su carrera        | Total en su carrera | Total en su carrera | 138   | 8     | 8      | 29               | 0                | 2                | 9                      | 0                      | 0                      | 176   | 8     | 10     |
| 1. 2. 3.                   |                     |                     |       |       |        |                  |                  |                  |                        |                        |                        |       |       |        |